# 金一鳳 (明朝解元)
金一鳳，號梧岡，直隸任丘縣（今河北省任丘市）人。明朝解元、政治人物。

## 生平
嘉靖四十年（1561年）辛酉科順天鄉試解元，歴官徐溝縣知縣。

## 事跡
金一鳳曾在任丘縣東建“種玉亭”，已不存。

## 門生
徐三畏曾拜金一鳳為業師，深得賞識，後來中進士，官至三邊總督。

## 墓葬
金一鳳墓在今盧各莊村，1996年出土金耳墜一對，現藏任丘市博物館。